# West Concord (Minnesota)
West Concord es una ciudad ubicada en el condado de Dodge en el estado estadounidense de Minnesota. En el Censo de 2010 tenía una población de 782 habitantes y una densidad poblacional de 283,5 personas por km².

## Geografía
West Concord se encuentra ubicada en las coordenadas 44°9′10″N 92°54′0″O / 44.15278, -92.90000. Según la Oficina del Censo de los Estados Unidos, West Concord tiene una superficie total de 2.76 km², de la cual 2.76 km² corresponden a tierra firme y (0.09%) 0 km² es agua.

## Demografía
Según el censo de 2010, había 782 personas residiendo en West Concord. La densidad de población era de 283,5 hab./km². De los 782 habitantes, West Concord estaba compuesto por el 92.97% blancos, el 0.13% eran afroamericanos, el 0.51% eran amerindios, el 0% eran asiáticos, el 0% eran isleños del Pacífico, el 2.81% eran de otras razas y el 3.58% pertenecían a dos o más razas. Del total de la población el 8.06% eran hispanos o latinos de cualquier raza.